# 29 juin dans les chemins de fer
29 mai 29 juillet
Chronologies thématiques
- Croisades
- Sports
- Disney

Cette page concerne les événements qui se sont déroulés un 29 juin dans les chemins de fer.

## Événements

### XIXesiècle

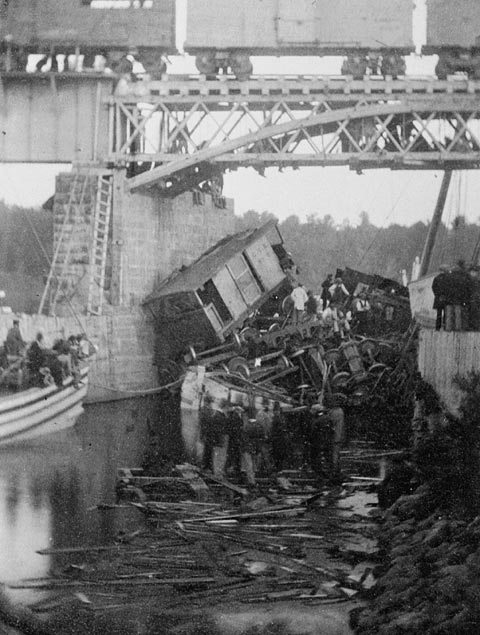
L'accident de Belœil (Québec, 1864)

- 1864. Canada : à Belœil Station, au Québec, dans la nuit, alors que le pont ferroviaire tournant avait été ouvert pour laisser passer un convoi de barges, un train chargé d'immigrants allemands fut incapable de s'arrêter à temps et alla se fracasser sur l'un des bateaux, les wagons s'empilant les uns sur les autres. Cet accident fit plus de 99 morts et 100 blessés[1].